# Erocha
Erocha es un  género de lepidópteros perteneciente a la familia Noctuidae. 

## Especies
| - Erocha affinis Draudt, 1919 - Erocha albifrea Schaus, 1914 - Erocha dipsas Schaus, 1914 - Erocha dolens Druce, 1904 - Erocha elaina Zerny, 1916 - Erocha irrorata Jones, 1915 | - Erocha leucodisca Hampson, 1910 - Erocha leucotelus Walker, 1865 - Erocha mummia Cramer, [1779] - Erocha picta Draudt, 1919 - Erocha semiviridis Druce, 1903 - Erocha trita Druce, 1910 |